# Mohammad Javad Rasouli Mahallaty
Mohammad Javad Rasouli Mahallaty (persisch محمد جواد رسولی محلاتی; * 1959) ist ein iranischer Diplomat, der seit 27. September 2018 Botschafter in Sofia ist.

## Werdegang
Von 1996 bis 2005 hatte er Exequatur als Generalkonsul in Bremen.
Von 13. Februar 2007 bis 23. Juli 2014 war er Botschafter in Riad (Saudi-Arabien).